# 스프링필드 (심슨 가족)
스프링필드(영어: Springfield)는 심슨 가족에 나오는 가상의 도시 이름이다. 시장은 다이아몬드 조 큄비이다.

## 개요
스프링필드는 인구가 3만여 명이 조금 넘는 소도시이다. 지금까지 스프링필드가 속한 주는 밝혀지지 않았으며, 극장판 심슨 가족 더 무비에서 캐피탈 시티의 남쪽, 쉘비빌의 동쪽에 위치한다고 묘사된다. 스프링필드의 주변환경은 시내와 그 주변, 그리고 스프링필드 호수 등 전형적인 미국 동부 소도시의 모습이지만 도시 외곽에 눈 덮인 산과 넓은 숲, 깊은 골짜기같은 큰 규모의 자연 환경들이 자리잡고 있는 아이러니도 있다.

## 특징
스프링필드는 도시 내 백인의 인종 비율이 굉장히 높다. 심슨 가족도 백인이며 주요 등장인물 중에서 유색인종은 아푸 나하사피마페틸론, 칼 칼슨, 히버트 박사, 크러스티밖에 없다. 그 외에 다른 흑인이나 동양계등의 유색인종 캐릭터도 등장하지만 출연 비중은 매우 낮은 편이다. 마을 내의 시설로는 인구가 3만명인 소도시에 비해 대도시에 있을 법한 시설들을 갖추고 있다. TV방송국, 국제공항, 할리우드에서 볼 수 있는 대형 스튜디오들이 있으며, 스프링필드에서 활동하는 연예인들도 많다. 스프링필드의 주민들은 대부분 무지하기 때문에 선동당하기 쉽다. 주민들의 여론형성이 엉뚱하게 이루어지면 마을에 안 좋은 일들이 벌어지게되는데, 기독교인들과 힘을 합쳐 과학 시설들을 부수기도 하고, 도시 예산을 엉뚱한 데 쓰기도 한다. 스프링필드는 미국 최악의 도시로 뽑히고 다른 미국인들에게 안좋은 인상을 남긴적이 있다.

## 이웃 도시들
- 쉘비빌[2]
- 오그덴빌[3]
- 노스헤이버브룩
- 캐피탈 시티[4]

## 학교
- 공립 스프링필드 초등학교: 미국 공교육의 현실을 보여주는 학교. 바트 심슨과 리사 심슨이 다니고 있다. 항상 고질적인 예산부족에 시달려서 수업에 필요한 비품이나 급식에 쓸 좋은 재료를 마련하지 못한다. 교사들도 가난해서 가르치는 일 외에도 출장 뷔페, 텔레마케팅 등을 하며 연명한다.
- 사립 클로이스터 아카데미: 스프링필드에 있는 고급 사립학교이다. 리사 심슨이 시즌22에서 환경이 좋지 않은 스프링필드 초등학교에 불만을 가지다가 클로이스터 아카데미의 스쿨버스를 보고나서 호머와 마지에게 클로이스터 아카데미에 들어가고 싶다고 말한다. 하지만 심슨가족은 사립학교의 등록금을 낼 형편이 안 되어서 마지는 클로이스터 아카데미의 교장을 설득해 리사가 전액장학금을 받으면서 학교에 다니게 하지만 사실 장학금은 존재하지 않았고 마지가 클로이스터 아카데미의 빨래를 해주는 대가로 리사를 학교에 보내는 것이었다. 리사는 이 사실을 알게 되고 결국 스프링필드 초등학교로 돌아온다.
- 공립 웨이버리힐즈 초등학교: 비버리힐즈를 패러디한 부촌에 위치하는 초등학교이다. 공립학교지만 동네자체가 부촌이라서 학생들이 각종 사치품들을 들고다니며 교육환경이 좋기로 유명하다. 호머와 마지는 자신들의 자녀들을 좋은 환경에서 교육시키기 위해서 위장전입을 하고 바트와 리사를 전학시킨다.
- 스프링필드 고등학교: 호머와 마지가 다녔던 고등학교이다. 별로 언급되지 않는다.
- 스프링필드 대학교: 스프링필드에 위치한 대학교이다. 호머가 회사를 다니다가 핵물리학을 이수하지 않은 사실을 정부에게 들키자 번즈에 의해서 이 학교에 들어간다. 스프링필드 A&M과 라이벌 관계이다.
- 스프링필드 A&M: 칼과 레니가 나온 대학교이다. 호머가 이 학교의 마스코트인 돼지를 훔치러 들어갈 때 딱 한번 등장한다. 그 뒤로는 학교가 나오는 장면은 없이 언급만 되고 있다.

## 각종 시설
- 채널6 방송국
- KBBL 라디오 방송국
- 스프링필드 국제공항
- 원자력 발전소
- 수력발전소와 댐
- 스프링필드 병원
- 타이어 소각장 (불타는 타이어)
- 스프링필드 경찰서
- 스프링필드 항구
- 매트락 고속도로
- 대형마트
- 퀵E마트
- 영화관 (이름이 자주 바뀜)
- 스프링필드 교도소
- 스프링필드 차량 등록사무소
- 크러스티 버거
- 스프링필드 쓰레기장
- 스프링필드 법원
- 스프링필드 제일교회

## 없어지거나 방치된 시설
- 석공조합 스프링필드 지부:
- 몬티 번즈가 지은 농구경기장: 호머가 리사를 돕기 위해서 멸종위기의 벌을 아프리카 벌이랑 합쳐서 만든 강력한 벌들에게 점령당하였다.
- 마지의 헬스장 체인
- 스프링필드 순환 모노레일: 라일렌리가 지은 모노레일이다. 타운미팅에서 300만 달러를 어디에 쓸 지 의논중에 갑자기 나타난 라일렌리가 모노레일을 지어주겠다고 해서 마지를 제외하고 만장일치로 공사가 진행됐다. 알고보니 부실공사였고, 첫 운행 후에 못쓰게 되었다.
- 스프링필드 오페라하우스: 유명 건축가에게 건축을 맡기고 지은 건물이다. 스프링필드 시민들이 오페라를 안 좋아했기 때문에 첫 공연 이후 얼마 못가서 파산하고 만다. 몬티 번즈가 건물을 사들이고 교도소로 개조하였으나 간수들의 가혹행위로 인해 폭동이 일어나고 주지사에 의해 강제로 폐쇄당하였다.
- 끝이 없는 에스컬레이터: 말 그대로 끝이 없으며, 이것을 타고 계속 올라가다 보면 결국 떨어져 죽는다.
- 아이스크림 막대로 만든 고층빌딩 : 또다른 예산낭비 건축물인 대형돋보기에 의해 불타서 사라진다.
- 대형돋보기: 위에서 언급한 빌딩을 태운다.
- 스프링필드 지하철: 스프링필드의 황금기일 때 건설한 것으로 추정된다. 현재는 적자와 운영난으로 운행을 중단하고 방치되어 있으며 바트와 밀하우스가 이를 발견하였다. 워낙 오랜 세월동안 방치되어 있어 지하철이 한번이라도 지나가면 스프링필드에 지진이 일어나기도 한다.

## 유명인
- 다이아몬드 조 큄비
- 켄트 브록먼
- 레이니어 울프 캐슬
- 광대 크러스티
- 트로이 맥클루어[5]
- 부브렐라
- 사이드 쇼 멜
- 찰스 몽고메리 번즈
- 드레드릭 테이텀
- 리치 텍슨
- 페리스 텍슨
- 게보
- 범블비 맨
- 사이드 쇼 밥
- 더프맨 등등

## 주요 범죄자
- 스네이크 제일버드 : 편의점 강도 등을 비롯한 각종 불법행위를 일삼는다.
- 사이드쇼 밥 : 광대 크러스티에게 누명을 씌우려고 했지만 바트 심슨에게 들키는 바람에 교도소에 수감되었다. 그 뒤로 계속 탈옥하거나 출소를 할 때마다 바트를 죽이려 하지만 매번 실패하고 다시 교도소에 입감되었다.
- 호머 심슨 : 마지 심슨이 이끄는 시민단체에 의해 스프링필드전지역에서 설탕 사용이 금지되자 설탕 밀매 조직의 두목이 되어 활동하였다.
- 바트 심슨
- 짐보,돌프,커니 일당 : 스프링필드 초등학교의 불량배(영어: Bully)이다. 주로 아이들을 폭행하고 용돈이나 점심값을 강탈한다.
- 몽고메리 번즈 : 원자력 발전소의 부실 운영, 정부 재산 탈취, 그 외 온갖 불법 행위를 저지르지만 도시의 실세라서 몇몇 에피소드를 제외하고는 공권력이 그를 처벌하지 못한다.
- 광대 크러스티 : 크러스티의 이름을 붙이고 나온 대다수의 제품이 불량이거나 생명에 위협을 준다. 탈세도 저지른 적이 있다.
- 팻 토니 : 마피아 보스
- 핏 토니 : 마피아 보스[6]
- 라일 렌리 : 스프링필드 순환 모노레일을 지을 때 자금을 빼돌리고 부실공사를 한다. 이후 범죄행각이 드러나 캘리포니아로 도피하였으며 모노레일은 탈선하는 사고가 발생해 폐쇄되었다.

## 쉘비빌과의 관계
스프링필드는 쉘비빌과의 사이가 매우 나쁜데, 그 이유는 서부를 향해 개척을 같이하던 스프링필드와 쉘비빌이 사상이 달랐기 때문이다. (스프링필드와 쉘비빌 모두 사람의 이름에서 유래되었다.)
쉘비빌은 사촌과 결혼을 하는 법안을 만들고 싶었지만 스프링필드는 이를 거부하고 결국 스프링필드 일행과 쉘비빌 일행은 그 자리에서 갈라서고 각각 도시를 만들었는 데 그게 바로 스프링필드와 쉘비빌이다. 스프링필드와 쉘비빌 사람들이 서로를 매우 증오해서 웬만하면 상대방의 도시에 가지 않는다. 작중에서는 쉘비빌이 스프링필드보다 더 발전된 것으로 나온다.

## 암울한 미래
스프링필드는 수십년 전까지만 해도 도로를 황금으로 깔 정도로 잘 나가던 도시이지만, 지금은 예산부족과 시장을 비롯한 정치권의 부패, 공교육의 부실,그리고 주민들의 무지로 점점 쇄락하고 있다.

## 권력
스프링필드의 공식적 최고 권력자는 큄비 시장과 위검 서장이지만, 실질적으로 최고의 권력을 가진자는 원자력발전소를 보유한 몬티 번즈이다. 큄비나 위검조차도 몬티번즈에게는 반항을 할 수가 없다. (시즌 22에서 시민들이 고양이 독감 예방주사를 맞기 위해 한참을 기다리고 있는 데 번즈가 와서 많은 양의 백신을 달라고 강요하자 큄비 시장이 반항을 못하고 넘겨주었고, 번즈가 난폭운전을 할때도 위검 서장은 번즈를 잡지 않고 운전을 잘한다고 칭찬을 하였다.)
큄비 시장과 위검 서장의 권력다툼도 가끔 보이지만, 시장에게 경찰서장 임명권이 있으므로 큄비 시장이 더 우위에 있다고 할 수 있다.

## 무제한 연임
스프링필드의 시장인 다이아몬드 조 큄비는 부패하고 뇌물을 받고 여색을 밝히는 게 공개적으로 드러났는 데도 계속 연임을 해서 시장직을 유지하는 데, 이는 큄비 말고는 마땅한 후보가 없고, 스프링필드 시민들이 정치에 관심이 없기 때문이다. 그렇다고 시장에 대한 불만이 없는 것은 아니라서, 사이드쇼 밥 같은 경쟁자가 선거에 나오면 큄비는 열세에 처한다.

## 각종 단체들
석공조합(해체)
프리메이슨을 패러디한 스프링필드의 비밀단체이다. 호머 심슨도 가입했는 데 석공조합헌장을 훼손한 죄로 탈퇴당할 예정이었지만,호머의 엉덩이에 있는 점 때문에 석공조합의 지도자가 되었다. 하지만 호머가 석공조합을 특권비밀결사단체가 아닌 봉사단체로 전락시켜버리자 회원들이 석공조합에서 탈퇴하고 노 호머스 클럽을 만든다.
노 호머스 클럽(호머들은 안받는 클럽)
석공조합에서 나온 회원들이 설립한 단체. 말 그대로 '호머들'(Homers)은 안 받는다. 단체에 호머가 한 명 있어서 호머 심슨이 들어오면 '호머들'(Homers)이 되므로 호머 심슨은 들어올 수 없다.
멘사 스프링필드 지부
스프링필드의 멘사회원들이 모이는 곳이다. 리사 심슨,스키너 교장,코믹 북 가이,린지 네이글,프링크 교수 등이 회원이며,무지한 시민들을 계몽시키려고 하지만 오히려 비웃음의 대상이 되었다. 큄비 시장에게 항의를 하러 갔다가 큄비 시장이 도주해버리자, 스프링필드 마을 헌장에 의해 시장 대리로 권력을 잡아서 스프링필드를 보다 더 좋은 곳으로 만드려고 했지만, 회원들간의 의견 분열과 시민들의 격렬한 반대로 결국 권좌에서 물러난다. 그 뒤로 회원들이 한자리에 모이지 않는 걸로 봐선 해산된 모양.
스프링필드 자경단(해체)
좀도둑이 스프링필드 전체를 떠들석하게 만들자, 이를 참지 못한 시민들이 네드 플랜더스의 지하실에서 회의를 한다. 그러다가 자경단을 만들자는 의견이 나오고 호머 심슨이 자경대장, 스키너,아푸,바니 등이 대원이 되어서 스프링필드 자경단이 결성된다. 처음에는 총기를 사용하려고 했으나, 자경대원들의 총기조작미숙과 마지 심슨의 충고로 파이프나 몽둥이 등의 무기로 바꾼다. 결성됐을 때는 주민들의 열렬한 지지를 받았지만 점차 결성목적인 좀도둑의 소탕을 하지 않고, 마을의 사사로운 일에도 간섭하고 주민들을 위협하자 주민들로부터 무능하다는 소리를 듣는다. 좀도둑이 박물관에서 보석을 훔칠거라는 소식이 들어오고 자경단은 박물관을 지키는 데 좀도둑이 코앞에서 박물관을 털고 있을 때 술에 취해서 이를 막지 못한다. 결국 자경단이 아닌 에이브 심슨의 정보로 좀도둑을 잡으나 좀도둑은 어느 장소에 보물을 숨겼다고 말하고 마을 주민 모두가 그곳에 갔을 때 좀도둑은 경찰서에서 탈출한다. 그리고 보물을 숨겼다고 한 장소에는 보물같은 건 없었다. 이후에 오그덴빌에서 터진 보리파동으로 인해 오그덴빌이 큰 타격을 입고, 오그덴빌 사람들이 스프링필드로 이주하는 데, 이들을 막기 위해 재조직되나, 이민자들을 막는 데 실패한다.
마지 심슨이 이끄는 시민단체
가끔씩 마지 심슨이 TV의 폭력성 등을 문제삼아서 이를 고치려고 할 때 등장하는 단체이다. 등장하는 회원들은 주로 헬렌 러브조이, 모드 플랜더스 등의 부녀자가 중심이 되며 가끔은 러브조이 목사나 네드 플랜더스도 참가한다. 이들은 목적을 거의 달성하지만 그로 인해서 부작용이 생기고 주민들의 반대로 인해서 결국은 원상복귀된다.
C.T.U (Counter Truancy Unit. 무단결석 방지단)
시즌 18에서 등장하는 스프링필드 초등학교에 위치한 비밀기구이다. 스키너 교장이 이끌고 리사 심슨, 마틴 프린스, 밀하우스, 데이터베이스 등의 nerd(범생이,오타쿠)가 요원이다. 스프링필드 초등학교 뿐만 아니라 스프링필드의 다른 곳도 감시할 수 있다. 주임무는 단체이름에서 보다시피 무단결석을 방지하는 일이다. 그외에도 각종 비행행위, 장난, 학교나 학생들에 대한 테러를 감시한다. 요원들이 전부다 nerd이기 때문에 무능력하고 겁이 많으며, 무단결석을 한 학생들을 제압하기는커녕 오히려 미행하다가 발각돼서 얻어맞는다. 나중에 짐보,돌프,커니 일당이 학교에서 열리는 케이크 판매행사에서 고약한 냄새를 퍼트리려고 하는 것을 알게된다. 케이크 판매행사에서 얻는 수익이 학교 자금 조달원의 90%를 차지하기 때문에 짐보 일당을 막으려고 하지만 무능한 요원들 때문에 실패하게 되고 게다가 마틴 프린스는 짐보 일당의 스파이가 되어서 정보를 유출한다. 짐보 일당을 막기 힘들게 되자 스키너 교장은 결국 바트 심슨을 풀어준 뒤 바트 심슨과 리사 심슨이 짐보 일당을 막는다.
참-스킨
교육감 차머스와 스프링필드 초등학교 교장인 스키너가 합작해서 만든 엔터테인먼트 회사이다. 발음할 때 부드럽게 차암~스킨~ 이라고 말하는 게 포인트.리사 심슨과 넬슨의 다큐멘터리 영화가 선덴스 영화제에서 대박을 터트리자 차머스와 스키너는 부자가 되었다. 23시즌에서 호머가 바트와 리사를 게임박람회에 데려가는 데 그 때 잠시 회사마크가 나온다.
스프링쉴드(해체)
호머 심슨이 만든 사설 경비업체, 직원은 레니와 칼 단 두명. 큄비 시장이 위검 서장의 무능력을 참지 못해 위검을 해고하고 스프링쉴드에게 경찰의 업무를 대행시킨다. 경찰서에 들어가서 치안 업무를 대신하던 호머가 마피아 보스인 팻 토니를 건드리는 바람에 팻 토니는 라디오 프로그램에 출연해서 호머 심슨을 살해하겠다고 한다. 직원인 레니와 칼은 마피아와 싸우는 대신 겁을 먹고 스스로 감방안에 들어가고 호머 혼자서 마피아에 맞서게 된다. 마피아가 호머의 집에 찾아 왔을 때 매기 심슨이 2층에서 지원 사격으로 마피아를 무력화시켜서 호머를 구해준다.
SSCCATAGAPP(해체)
기생충같은 부모들에 반대하는 독신자,노인,무자녀 부부, 그리고 십대와 게이모임이라는 뜻이다. 루피 콘서트에서 아기들이 폭동을 일으켜 시민들에게 피해를 입혔는 데, 그 사건을 계기로 만들어진 단체이다. "가족이 먼저" 법안에 대해서 투표를 하는 데 병균을 지니고 있는 아이들의 방해공작으로 회원들이 투표를 못하게 된다.
전미 총기 협회 스프링필드 지부
호머가 총기소지에 반대하는 마지를 설득하기 위해 회원모임에 방문한다. 금속탐지장치가 있는데 다른 곳과는 달리 탐지장치를 지나갈때 총기를 소지해서 경고음이 울리는 사람만 통과할 수 있다. 모, 히버트 박사, 레니 등이 회원으로 활동한다. 호머의 집에서 모임을 가졌는데 호머가 총으로 맥주 캔을 따고 TV를 켜는등 무모한 행동을 하자 호머를 탈퇴시킨다.
공화당 스프링필드 지부
음침한 중세시대 성처럼 생긴 곳이 본부로 번즈,히버트박사,리치텍슨 등이 당원이다. 안에는 상황실이 있으며 이 곳에서 선거전략을 짠다. 호머가 정치프로그램을 진행할 때 이 곳에서 대선 후보를 선택했다.
이주교(해체)
스프링필드 교외에 위치한 사이비종교.교주에게 전 재산을 헌납하고 노동을 하다가 우주선이 완성되면 블리스토니아라는 행성에 데려간다고 한다. 시민들에게 공짜 리조트를 쓸 수 있게 해준다며 유인한 후 홍보영화로 세뇌시킨다. 홍보영화 자체는 조잡해서 사람들이 속지 않고 나가려 하는데, 그럴때마다 조명을 비추며 어디가냐고 물어 부담을 줘서 못나가게해 영화를 끝까지 보게하는 수법을 쓴다. 호머도 공짜 리조트에 속아서 갔지만 지능과 집중력이 낮아서 신자들이 세뇌에 실패할 뻔 했는데 호머가 즐겨 부르는 배트맨 주제가를 가사만 바꿔서 부르게 해 세뇌에 성공한다. 호머는 전 재산을 다 헌납하고 가족들을 합숙소에 데려가고 노동을 시킨다. 자식들마저 세뇌당하자 마지는 각종 함정들을 뚫고 탈출해서 러브조이 목사와 윌리의 도움을 받고 가족들을 빼내어서 세뇌를 푼다. 세뇌에서 풀린 호머가 우주선이 있는 헛간 문을 열어 거짓을 밝히려 했고 자전거를 개조해 만든 조잡한 가짜 우주선을 타고 도주하던 교주는 클리터스 가족의 집에 추락한다. 클리터스를 세뇌하려 하지만 클리터스에게 돈만 뺏기고 쫓겨나면서 이주교는 망한다.

## 같이 보기
- 심슨 가족